# Lijst van voetbalinterlands Canada - Zwitserland (vrouwen)
Deze lijst van voetbalinterlands is een overzicht van alle officiële voetbalinterlands tussen de nationale vrouwenteams van Canada en Zwitserland. De landen hebben tot nu toe vijf keer tegen elkaar gespeeld.

## Wedstrijden
| № | Plaats      | Datum            | Competitie              | Wedstrijd            | Uitslag |
| - | ----------- | ---------------- | ----------------------- | -------------------- | ------- |
| 1 | Larnaca     | 24 februari 2010 | Cyprus Women's Cup 2010 | Canada − Zwitserland | 2 − 1   |
| 2 | Rome        | 15 mei 2011      | Vriendschappelijk       | Canada − Zwitserland | 1 − 1   |
| 3 | Niederhasli | 18 mei 2011      | Vriendschappelijk       | Zwitserland − Canada | 1 − 2   |
| 4 | Larnaca     | 6 maart 2013     | Cyprus Women's Cup 2013 | Canada − Zwitserland | 2 − 0   |
| 5 | Vancouver   | 21 juni 2015     | WK 2015                 | Canada − Zwitserland | 1 − 0   |

## Samenvatting
| Competitie         | Totaal gespeeld | Winst Canada | Gelijk | Winst Zwitserland | Doelsaldo Canada – Zwitserland |
| ------------------ | --------------- | ------------ | ------ | ----------------- | ------------------------------ |
| WK-eindronde       | 1               | 1            | 0      | 0                 | 1 − 0                          |
| Cyprus Women's Cup | 2               | 2            | 0      | 0                 | 4 − 1                          |
| Vriendschappelijk  | 2               | 1            | 1      | 0                 | 3 − 2                          |
| Totaal             | 5               | 4            | 1      | 0                 | 8 − 3                          |